# Кевін Конрой
Кевін Конрой (30 листопада 1955 , Вестбері, Нью-Йорк, США  — 10 листопада 2022 , Мангеттен, Нью-Йорк ) — американський актор театру, кіно, телебачення та озвучення, який здобув найбільшу популярність як голосу Бетмена в популярному мультсеріалі 1990-х років «Бетмен» і в багатьох інших анімаційних серіалах і фільмах Анімаційного всесвіту DC. Прославившись своїм виконанням Бетмена, Конрой зіграв його у кількох мультфільмах за DC Comics, а також у популярній серії відеоігор, серед яких Batman: Arkham Asylum (2009), Batman: Arkham City (2011) і Batman: Arkham Knight (2015).

## Біографія
Народився у Вестбері, штат Нью-Йорк. У 11-річному віці переїхав до Вестпорте, штат Коннектикут. У 1973 перебрався до Нью-Йорка, будучи зарахованим до Джульярдської школи, де він навчався під керівництвом актора Джона Гаусмана. Протягом навчання, в гуртожитку прагнув жити у кімнаті разом з майбутнім виконавцем ролі Супермена Крістофером Рівом, але замість цього його поселили з Робіном Вільямсом, що навчався в одній трупі з Конроєм і Келсі Греммером.
В даний час перебуває у шлюбі, від якого має одну дитину.

## Кар'єра
У 1980 році Конрой вирішив спробувати себе на телебаченні і переїхав до Каліфорнії. Він отримав роль у щоденній мильній опері Інший світ. В Old Globe Theatre, Сан-Дієго, він виконує роль Гамлета в постановці Сон в літню ніч. З 1980 по 1985 роки він виступає в різних класичних і сучасних театрах, включаючи Бродвейську постановку Eastern Standard і Лоліта в адаптації Едварда Елбі. У 1984 році він знову виконує роль Гамлета на Нью-Йоркському Шекспірівському фестивалі. Потім він повертається на телебачення в рамках телевізійного фільму 1985 року Covenant і в телесеріалі Search for Tomorrow. Також він знімався в Охарі в 1987 році і в ролі командира в Службовому відрядженні з 1987 по 1988 роках, перш ніж знятися в низці телефільмів. Спочатку, отримавши роль одного з основних персонажів серіалу, був її позбавлений в процесі зйомок на Гаваях. З цієї причини він деякий час заробляв написанням портретів туристів у Гонолулу. Потім він з'явився як запрошений гість у проектах Будьмо, Династія, Search for Tomorrow, Метлок і Мерфі Браун.
Отримав невелику роль в Брати Вентура як голос Captain Sunshine — карикатури на Бетмена і Супермена.

### Голос Бетмена
Як актор озвучення Кевін Конрой отримав популярність за роль свого життя — популярний мультсеріал Бетмен (1992—1995). Він продовжив свою роль в наступних спін-офах The New Batman Adventures (1997—1999), Бетмен майбутнього (1999—2001), Ліга справедливості (2001—2004) і Ліга справедливості: Без кордонів (2004—2006), об'єднаних в єдиний Анімаційний всесвіт DC (DCAU). В рамках цього всесвіту він також зіграв в анімаційному фільмі Бетмен: Маска Фантазма (1993) та DVD-фільми Бетмен і Містер Фриз (1998), Бетмен майбутнього: Повернення Джокера (2000) і Бетмен: Таємниця Бетвумен (2003). Він також озвучив Бетмена як запрошена зірка в мультсеріаліах Супермен, Static Shock і Проект «Зета».
Конрой відзначився тим, що він став першим виконавцем ролі Бетмена в анімації, використовуючи окремі голоси для Бетмена і Брюса Вейна, що вперше до нього було зроблено Майклом Кітоном у фільмі Тіма Бертона «Бетмен».В образі Бетмена Конрой з'являється довше, ніж будь-хто з інших виконавців цієї ролі. Поза DCAU Конрой повернувся до ролі анімаційних DVD-фільмів DC Universe Animated Original Movies: Бетмен: Лицар Готема (2008), Супермен/Бетмен: Вороги суспільства (2009), Superman/Batman: Apocalypse (2010), Ліга Справедливості: Загибель (2012), Ліга Справедливості: Парадокс джерела конфлікту (2013) і Бетмен: Напад на Аркхем (2014).
Після вибухів 11 вересня 2001 року в Нью-Йорку Конрой добровільно готував для офіцерів і пожежників. У коментарях до «Batman: Gotham Knight» Конрой згадав, як здивувався реакції на свою присутність з боку працівників швидкої допомоги. Там він не забув використовувати «голос Бетмена», щоб виголосити під час готування свою коронну фразу: «Я — відплата! Я — ніч! Я БЕТМЕН!» (з епізоду «Nothing to Fear» у мультсеріалі Batman: The Animated Series). Ця фраза була зустрінута оплесками персоналу, багато з яких були шанувальниками мультсеріалу 1990-х. Конрой зізнався, що був дуже збентежений і глибоко зворушений такою реакцією.
Перед виходом фільму «The Dark Knight Rises» Конрой озвучив слова Крістіана Бейла для анімаційної версії одного з трейлерів фільму.
Він знову повернувся до ролі Бетмена в найпопулярніших іграх Batman: Arkham Asylum (2009) і Batman: Arkham City (2011), здобувши ще більшу популярність у фанатських колах. На виставці Dallas Comic Con 2013 Конрой зазначив, що працює над наступним проектом франшизи. Проте в червні 2013 року з'ясувалося, що в грі Batman: Arkham Origins молодий Темний Лицар буде озвучений Роджером Крейгом Смітом. 4 березня 2014 року виявилося, що «наступним проектом» для Конроя виявилася заключна гра лінійки Batman: Arkham City.

## Особисте життя
В інтерв'ю 2016 року газеті «Нью-Йорк таймс» розповів що є геєм.
На момент своєї смерті був у шлюбі з Воном К. Вільямсом.
Конрой намагався приховувати свою гомосексуальність протягом більшої частини своєї кар'єри. У фільмі «У пошуках Бетмена» він розповів про дискримінацію, з якою стикався, коли потенційні співробітники та роботодавці дізнавалися про його гомосексуальність. Його неодноразово усували з розгляду на акторські посади через сексуальну орієнтацію.

## Фільмографія

### Телебачення
| Рік       | Назва                              | Роль                   | Примітки                                                                |
| --------- | ---------------------------------- | ---------------------- | ----------------------------------------------------------------------- |
| 1978      | How to Pick Up Girls!              | Бартендер              | Телефільм                                                               |
| 1980      | Інший світ                         | Джеррі Гроув           | (2 епізоди)                                                             |
| 1982      | Born Beautiful                     | Стен                   | Телефільм                                                               |
| 1982      | Сон літньої ночі                   | Лісандер               | Телефільм                                                               |
| 1983      | A Fine Romance                     | Філ                    | Телефільм                                                               |
| 1983      | Kennedy                            | Тед Кеннеді            | Міні-серіал                                                             |
| 1984      | George Washington                  | Джон Лоуренс           | Міні-серіал; 1-й епізод                                                 |
| 1984-1985 | Search for Tomorrow                | Чейз Кенделл           | (4 епізоди); «Епізод 8556», «Епізод 8574», «Епізод 8669», «Епізод 8670» |
| 1985      | Covenant                           | Стівен                 | Телефільм                                                               |
| 1985-1986 | Династія                           | Берт Фолмонт           | 8 епізодів                                                              |
| 1986      | Метлок (телесеріал)                | Кларк Геррісон         | (1 епізод); «The Affair»                                                |
| 1986      | Kay O'brien                        | Девід                  | (1 епізод); «Princess of the City»                                      |
| 1986      | Spenser: For Hire                  | Галахер                | (1 епізод); «Shadowsight»                                               |
| 1987      | Ohara                              | Капітан Ллойд Хемілтон | 11 епізодів                                                             |
| 1987-1988 | Службове відрядження (телесеріал)  | Капітан Рості Воллес   | 12 епізодів                                                             |
| 1988      | Killer Instinct                    | Доктор Стівен Нельсон  | Телефільм                                                               |
| 1990      | So Proudly We Hail                 | Френсіс Кросбі         | Телефільм                                                               |
| 1989-1990 | Весела компанія                    | Деріл Мзс              | (2 епізоди); «The Ghost & Mrs. LeBec», «Death Takes a Holiday on Ice»   |
| 1990      | The Face of Fear                   | Френк Дуайт Боллінджер | Телефільм                                                               |
| 1990      | WIOU                               | Ленні Любинськи        | (1 епізод); «Pilot»                                                     |
| 1991      | Мерфі Браун                        | Роджер Гарріс          | (1 епізод); «Terror on the 17th Floor»                                  |
| 1991      | Hi Honey — i'm Dead                | Бред Стадлер           | Телефільм                                                               |
| 1992      | Rachel Gunn, R. N.                 | Доктор Девід Данкл     | Головна роль; 13 епізодів                                               |
| 1992      | Таємна пристрасть Роберта Клейтона | Хантер Рой Еванс       | Телефільм                                                               |
| 1992      | Battle in the Zone Erogenous       | Мондо Рей              | Міні-фільм                                                              |
| 1994      | Island City                        | Полковник Тому Вальдун | Телефільм                                                               |
| 1995      | The Office                         | Стів Джілман           | 6 епізодів                                                              |
| 2015      | Island of the Mega Shark           | Оповідач               | (1 епізод)                                                              |

### Телебачення (анімація)
| Роки      | Назва                              | Роль                                                                            | Примітки |
| --------- | ---------------------------------- | ------------------------------------------------------------------------------- | --- |
| 1992-1995 | Бетмен                             | Брюс Вейн/Бетмен/додаткові голоси                                               | Головна роль; 85 епізодів                                                                                          |
| 1996      | The Adventures of Real Jonny Quest | Хардман                                                                         | (1 епізод); «Manhattan Maneater»                                                                                   |
| 1997-1999 | The New Batman Adventures          | Брюс Вейн/Бетмен/Бандит                                                         | Головна роль; 24 епізоду                                                                                           |
| 1997-1999 | Superman: The Animated Series      | Брюс Вейн/Бетмен                                                                | (5 епізодів); - «World's Finest» (частини 1-3) - «Star Time» - «The Demon Reborn»                                  |
| 1999-2001 | Бетмен майбутнього                 | Брюс Вейн                                                                       | Основна роль; 48 епізодів                                                                                          |
| 2001      | The Project Zeta                   | Брюс Вейн                                                                       | (1 епізод); «Shadows»                                                                                              |
| 2001-2004 | Ліга справедливості (мультсеріал)  | Брюс Вейн/Бетмен/Технік/Коп/Мирний житель/Лорд Бетмен/Верховний радник Танагара | Основна роль; 37 епізодів                                                                                          |
| 2002-2004 | Static Shock                       | Брюс Вейн/Бетмен                                                                | (5 епізодів); - «The Big Leagues» - «Hard as Nails» - «A League of Their Own» (Part 1-2) - «Future Shock»          |
| 2004-2006 | Ліга Справедливості: Без Кордонів  | Брюс Вейн/Бетмен/Джо Чіл/Crimson Avenger (Lee Travis)/Пілот/Офіцер патруля      | Основна роль; 18 епізодів; виконав пісню «I Am Blue?» в епізоді «This Little Piggy»                                |
| 2006      | Бетмен                             | Джон Грейсон                                                                    | (1 епізод); «A Matter of Family»                                                                                   |
| 2008      | Бен 10: Інопланетна сила           | Белликус/Воїн #2                                                                | (1 епізод); «X Дорівнює Ben Plus 2»                                                                                |
| 2010      | Бетмен: Відважний і сміливий       | Бетмен c Зур-Ен-Арр/Примарний Мандрівник                                        | (2 епізоди) - «The Super-Batman of Planet X!» (Бетмен з Зур-Ен-Арр) - «Chill of the Night!» (Примарний Мандрівник) |
| 2009-2013 | The Venture Bros.                  | Капітан Саншайн                                                                 | (2 епізоди); - «Handsome Ransome» - «Bot Seeks Bot»                                                                |
| 2013      | Tales of Metropolis                | Брюс Вейн/Бетмен                                                                | (1 епізод); «Lois Lane»                                                                                            |
| 2014      | Batman Beyond                      | Брюс Вейн                                                                       | Короткометражка |
| 2014      | Batman: Strange Days               | Брюс Вейн/Бетмен                                                                | Короткометражка |
| 2015      | Turbo FAST                         | Стінгер                                                                         | (1 епізод); «The Sting of Injustice»                                                                               |

### Фільми
| Роки | Назва                                       | Роль              | Примітки             |
| ---- | ------------------------------------------- | ----------------- | -------------------- |
| 1992 | Chain of Desire                             | Джо               |                      |
| 2013 | Necessary Evil: Super-of Villains DC Comics | Самого себе       |                      |
| 2013 | I Know That Voice                           | Самого себе       |                      |
| 2014 | Russian Yeti: The Killer Lives              | Оповідач          | Документальний фільм |
| 2016 | Йогануті                                    | Канадський Бетмен |                      |

### Фільми (анімаційні)
| Роки | Назва                                             | Роль             | Примітки  |
| ---- | ------------------------------------------------- | ---------------- | --------- |
| 1993 | Бетмен: Маска Фантазма                            | Брюс Вейн/Бетмен |           |
| 1998 | Бетмен і Містер Фриз                              | Брюс Вейн/Бетмен | DVD-фільм |
| 2000 | Бетмен майбутнього: Повернення Джокера            | Брюс Вейн/Бетмен | DVD-фільм |
| 2003 | Бетмен: Таємниця Бетвумен                         | Брюс Вейн/Бетмен | DVD-фільм |
| 2005 | The Complete Robin Storyboard Sequence            | Брюс Вейн/Бетмен | DVD-фільм |
| 2008 | Бетмен: Лицар Готема                              | Брюс Вейн/Бетмен | DVD       |
| 2009 | Супермен/Бетмен: Вороги суспільства               | Брюс Вейн/Бетмен | DVD-фільм |
| 2010 | Superman/Batman: Apocalypse                       | Брюс Вейн/Бетмен | DVD-фільм |
| 2012 | Ліга Справедливості: Загибель                     | Брюс Вейн/Бетмен | DVD-фільм |
| 2013 | Jay &amp; Silent bob's Super Groovy Cartoon Movie | Мер Редбенка     |           |
| 2013 | Ліга Справедливості: Парадокс джерела конфлікту   | Брюс Вейн/Бетмен | DVD-фільм |
| 2014 | Бетмен: Напад на Аркхем                           | Брюс Вейн/Бетмен | DVD-фільм |
| 2015 | Бетмен проти Робіна                               | Томас Вейн       | DVD-фільм |
| 2016 | Бетмен: Вбивча жарт                               | Брюс Вейн/Бетмен | DVD       |
| 2017 | Бетмен і Харлі Квінн                              | Брюс Вейн/Бетмен |           |

### Відеоігри
| Роки | назва                                  | Роль                           | Примітки      |
| ---- | -------------------------------------- | ------------------------------ | ------------- |
| 1994 | The Adventures of Batman &amp; Robin   | Брюс Вейн / Бетмен             | Sega CD       |
| 1999 | Crusaders of Might and Magic           | Дрейк                          |               |
| 2001 | Batman: Vengeance                      | Брюс Вейн / Бетмен             |               |
| 2001 | Jak & Daxter: The Precursor Legacy     | Оллі «Рибак»                   |               |
| 2003 | Max Payne 2: The Fall of Max Payne     | Лорд Джек/Прибиральник/Спецназ |               |
| 2003 | Batman: Rise of Sin Tzu                | Брюс Вейн/Бетмен               |               |
| 2003 | Lords of EverQuest                     | Лорд Паласу                    |               |
| 2009 | Batman: Arkham Asylum                  | Брюс Вейн/Бетмен/Томас Вейн    |               |
| 2011 | DC Universe Online                     | Брюс Вейн/Бетмен               |               |
| 2011 | Batman: Arkham City                    | Брюс Вейн/Бетмен/Хаш           |               |
| 2011 | Batman: Arkham City Lockdown           | Брюс Вейн/Бетмен               |               |
| 2012 | Harley Quinn's Revenge                 | Брюс Вейн/Бетмен               |               |
| 2013 | Injustice: Gods Among Us               | Брюс Вейн/Бетмен               |               |
| 2015 | Infinite Crisis                        | Брюс Вейн/Бетмен               | [ 25 ] [ 26 ] |
| 2015 | Batman: Arkham Knight                  | Брюс Вейн/Бетмен/Хаш           |               |
| 2017 | Injustice 2                            | Брюс Вейн/Бетмен               |               |
| 2024 | Suicide Squad: Kill the Justice League | Брюс Вейн/Бетмен               |               |

## Театральні постановки
| Сценічна гра           | Зіграна роль      | Розташування театру            | Роки                  |
| ---------------------- | ----------------- | ------------------------------ | --------------------- |
| Accounts               | ?                 | Гудзонська Гільдія             | ?                     |
| Come Back Little Sheba | ?                 | Roundabout Theatre             | ?                     |
| Смертельна пастка      | Кліффорд Андерсон | (Broadway)                     | 1979                  |
| Eastern Standard       | Пітер Кідд        | Golden Theatre (Broadway)      | 1989                  |
| Греки                  | Ахілл             | Hartford Stage                 | 1984                  |
| Гамлет                 | Лаерт             | New York Shakespeare Festival  | 1984                  |
| Гамлет                 | Лаерт             | Old Globe Theatre, San Diego   | ?                     |
| Король Лір             | Едгар             | San Diego Shakespeare Festival | ?                     |
| Останній янкі          | Ленні Хемілтон    | Signature Theatre              | 30.12.1997—08.02.1998 |
| Лоліта                 | ?                 | (Broadway)                     | ?                     |
| Сон в літню ніч        | Лисандер          | New York Shakespeare Festival  | 1984                  |
| Сонь в літню ніч       | Лісандер          | Old Globe Theater, San Diego   | 1982                  |
| Mother Courage         | ?                 | ?                              | ?                     |
| Much Ado About Nothing | ?                 | San Diego Shakespeare Festival | ?                     |